# Borysthenia naticina
Borysthenia naticina (Synoniem: Valvata naticina) is een in het zoete water levende kieuwslak uit de familie Valvatidae (pluimdragers).

## Beschrijving

### Schelpkenmerken
Schelp, stevig en laag kegelvormig, ongeveer even hoog als breed. De hoogte van de laatste winding is ongeveer 90% van de totale schelphoogte. Er zijn ongeveer 3¼ bolle snel in grootte toenemende windingen die gescheiden zijn door een ondiepe sutuur. De mondopening is bijna cirkelvormig, iets scheefstaand en loopt naar boven stomphoekig toe. Er is een onverdikte continu doorlopende mondrand en een kleine gedeeltelijk bedekte navel. De apex is matig spits. De sculptuur van het schelpoppervlak bestaat alleen uit fijne regelmatige groeilijnen, het schelpoppervlak is verder glad en glanzend.
Deze soort heeft zoals alle pluimdragers een dun hoornachtig operculum dat multispiraal is opgebouwd.

### Afmetingen van de schelp
- hoogte: tot ongeveer 4,8 millimeter
- breedte tot ongeveer 5,1 millimeter

### Habitat en levenswijze
Deze soort leeft in rustige gedeelten van grote rivieren, verlaten rivierarmen, etc.

### Areaal
Deze soort leeft in rivieren die uitmonden in de Zwarte- en de Kaspische Zee (pontokaspische verspreiding). In Europa aanwezig in het stroomgebied van de Donau en enkele Poolse rivieren. Komt tegenwoordig niet in West-Europa voor.
De naam is ontleend aan de Borysthenes, zoals de Dnjepr in de oudheid werd genoemd.

### Fossiel voorkomen
In West-Europa bekend uit rivierafzettingen van verschillende ouderdom. Is bekend uit Vroeg- en Midden Pleistocene interglacialen, daarna in West-Europa uitgestorven. Uit België niet bekend. In Nederland aanwezig in afzettingen uit het Tiglien, de interglacialen van Noordbergum, Neede en Oostermeer. Het jongste voorkomen is bekend uit het Oostermeer Interglaciaal uit een boring bij Noorderhoeve in de Beemster.
In Engeland is de soort bekend uit interglacialen van het Laat Tiglien tot en met het Hoxnian. Bekende locaties zijn o.a. Sidestrand, Little Oakley en Swanscombe.